# Heilige-Maagdenkapel (Swartbroek)
De Heilige-Maagdenkapel is een kapel in Swartbroek in de Nederlandse gemeente Weert. De kapel staat aan de Coolenstraat op de hoek met het Hennenstraatje in het oosten van de plaats.
Op ongeveer 600 meter naar het westen staat de Sint-Servatiuskapel. Bij de kapel herinnert een plaquette aan een gesneuvelde militair.
De kapel is gewijd aan de heiligen Bertilia van Mareuil, Genoveva van Parijs en Eutropia van Reims.

## Geschiedenis
In 1875 werd de kapel gebouwd en werd een bedevaartsplaats.
In 1882 werd de kapel vergroot om de grote toeloop bezoekers aan te kunnen.
Jarenlang was de kapel als bedevaartsplaats in gebruik waarbij de bloeiperiode liep tot aan de Eerste Wereldoorlog.

## Bouwwerk
De bakstenen kapel is opgetrokken op een rechthoekig plattegrond en wordt gedekt door een zadeldak met rode pannen. De achtergevel is gestuukt. De zijgevels hebben een keperfries in het metselwerk en in de beide zijgevels bevinden zich elk drie rondboogvensters met witte omlijsting en voorzien van glas-in-lood. De frontgevel heeft twee steunberen en onder de daklijst siermetselwerk en een gevelsteen met het jaartal 1882. In de frontgevel bevindt zich de rechthoekige toegang van de kapel die wordt afgesloten met een dubbele deur. Boven de ingang is een groene plaat geplaatst met daarop de tekst:

H. MAAGDEN
BERTILIA        GENEVEVA
EUTROPIA
DRIE GEZUSTERS
DIE WORDEN VEREERD
TEGEN ZIEKTEN EN
MENSELIJKE KWALEN

Van binnen is de kapel wit gestuukt boven een donker geschilderde lambrisering, onder een plafond van wit geschilderde schroten, en in de kapel zijn er enkele kerkbanken geplaatst. Achter in de kapel is het altaar geplaatst met achter het altaar een plank bevestigd aan de achterwand waarop achter glas de drie heiligenbeelden staan.